# David Cirici
David Cirici i Alomar (Barcelona, 11 de febrero de 1954) es un escritor español en lengua catalana. Licenciado en filología catalana, es miembro del PEN català y de la Asociación de Escritores en Lengua Catalana (AELC). Ha sido profesor de lengua y literatura catalanas y guionista de televisión, en especial con La Trinca y Rosa Maria Sardà. Actualmente trabaja en el ámbito de la comunicación y la cultura.

## Obras

### Obras infantiles y juveniles
- Robòtia. Barcelona: Laia, 1985
- Llibre de vòlics, laquidambres i altres espècies. Barcelona: Destino, 1986
- L'esquelet de la balena. Barcelona: Empúries, 1986 (26 EDICIONS)
- Vols que et tallin una orella? Barcelona: Empúries, 1988
- La fàbrica de mentides. Barcelona: Empúries, 1995
- Els grúfols. Barcelona: Abadia de Montserrat, 1998
- Bet i Bup: Bèsties i bestieses. Barcelona: Destino, 2001
- Bet i Bup: Si jo fos com tu. Barcelona: Destino, 2002
- Molsa. Barcelona: Edebé, 2013
- Zona prohibida. Barcelona: Fanbooks, 2013[2]
- La decisió d'en Viggo (Zona Prohibida II): Fanbooks, 2015

### Divulgación infantil
- L'home del cartró. Barcelona: Ayuntamiento de Barcelona, 2002
- La petita ciència de la salut, con Valentí Fuster. Barcelona: Planeta, 2011

### Novela
- El baró i la leprosa. Barcelona: Empúries, 1999
- La vida dels altres. Barcelona: Planeta, 2000
- Els errors. Barcelona: Columna, 2003
- I el món gira. Barcelona: Columna, 2011
- El lladre del Guernica. Barcelona: Proa, 2015

### Traducciones
- El esqueleto de la ballena. Grijalbo Mondadori, colección El Arca, 1995
- Balearen eskeletoa. Elkar, 1992
- Musgo. Edebé, 2013
- So riecht glück, Dressler, 2014
- Zona Prohibida, Algar, 2013
- Zona Prohibida II (La decisión de Viggo), Algar, 2015

### Obras dramáticas representadas
- Blau marí (musical). Compañía Roseland Musical, Barcelona, 1988
- Flit-flit (musical). Compañía Roseland Musical, Barcelona, 1989
- La casa per la finestra (musical). Compañía Roseland Musical, Barcelona, 1991
- Cara, calla (musical). Compañía Roseland Musical, Barcelona, 1994

## Premios literarios
- Francesc Puig i Llensa de narrativa en 1982: Una ploma de gralla
- Premio Ramón Muntaner de literatura juvenil en 1986: L'esquelet de la balena
- Marian Vayreda de narrativa en 1995: La fàbrica de mentides
- Crítica Serra d'Or en 1996: La fàbrica de mentides
- Premio 23 de abril en 2003: Els errors
- Premio Prudenci Bertrana de novela en 2011: I el món gira[3]
- Premio Edebé de literatura infantil en 2012: "Molsa"
- Premio Ramón Muntaner de literatura juvenil en 2013: Zona prohibida[2]